# Política Nacional para la Transversalización del Enfoque Intercultural
La Política Nacional para la Transversalización del Enfoque Intercultural (PNTEI) es una política cultural nacional vigente del estado peruano. Fue aprobada por la presidencia de la república, en ese entonces a cargo de Ollanta Humala Tasso, el 27 de octubre de 2015 a través del Decreto Supremo n.º 003-2015-MC del Ministerio de Cultura. Tiene como objetivo «orientar, articular y establecer los mecanismos de acción del Estado para garantizar el ejercicio de los derechos de la población culturalmente diversa del país, particularmente de los pueblos indígenas y la población afroperuana». En el artículo 3 del D. S. n.° 003-2015 MV se establece que la política es de aplicación obligatoria para todos los sectores e instituciones del Estado y sus diferentes niveles de gobierno (regional, provincial y distrital).
El Viceministerio de Interculturalidad se encarga de la coordinación, implementación y monitoreo de esta política pública, como también de la promoción de alianzas estratégicas para intervenciones conjuntas con instituciones públicas y privadas para lograr sus objetivos.
Es una de las cuatro políticas que impulsa el Ministerio de Cultura para garantizar los derechos de la población culturalmente diversa del país. Las otras tres son la: Política Nacional de Pueblos Indígenas y Originarios al 2030 (PNPI, 2021), la Política Nacional del Pueblo Afroperuano al 2030 (PNPA, 2022) y la Política Nacional de Lenguas Originarias, Tradición Oral e Interculturalidad al 2040 (PNLOTI, 2021).

## Definiciones
En la política se define el Enfoque Cultural de la siguiente manera:

El Enfoque Intercultural implica que el Estado valorice e incorpore las diferentes visiones culturales, concepciones de bienestar y desarrollo de los diversos grupos étnico-culturales para la generación de servicios con pertinencia cultural, la promoción de una ciudadanía intercultural basada en el diálogo y la atención diferenciada a los pueblos indígenas y la población afroperuana.

## Estructura del contenido
El documento de la política cultural consta de 98 páginas y tiene la siguiente estructura:
- Presentación
- Base legal
- Enfoques de la política
  - Enfoque intercultural
  - Enfoque de derechos humanos
  - Enfoque de género
  - Enfoque intersectorial
- Fundamentación
- Objetivo general
- Ejes de política
  - Eje I: Fortalecer la capacidad de gestión intercultural del estado peruano (2 lineamientos)
  - Eje II: Reconocimiento positivo de la diversidad cultural y lingüística (2 lineamientos)
  - Eje III: Eliminación de la discriminación étnico-racial (2 lineamientos)
  - Eje IV: Inclusión social de los pueblos indígenas y la población afroperuana (2 lineamientos)
- Implementación de la política
- Documento Oficial: Decreto Supremo n.º 003-2015-MC
- Bibliografía
- Anexo 1: Definiciones

## Lineamientos de la política
Los lineamientos de esta política se dividen en cuatro ejes:

### Eje I: Fortalecer la capacidad de gestión intercultural del estado peruano
- Lineamiento 1: Desarrollar una institucionalidad para transversalizar el enfoque intercultural en las políticas públicas, planes, programas y proyectos de los sectores, organismos constitucionalmente autónomos y gobiernos regionales y locales.
- Lineamiento 2: Garantizar estándares de calidad en la prestación de servicios públicos a la ciudadanía que cumplan con criterios pertinentes a las realidades socioculturales y lingüísticas de los diversos grupos culturales.

### Eje II: Reconocimiento positivo de la diversidad cultural y lingüística
- Lineamiento 1: Promover y gestionar la producción de información y conocimiento sobre la diversidad cultural del país.

Este lineamiento tiene cinco puntos. El quinto punto se refiere al fomento del estudio y la documentación de las lenguas originarias, especialmente las que se encuentran en peligro de extinción.
- Lineamiento 2: Promover la salvaguarda de los saberes y conocimientos de las distintas culturas del país, valorizando la memoria colectiva de los pueblos.

### Eje III: Eliminación de la discriminación étnico-racial
- Lineamiento 1: Garantizar el derecho a la igualdad, no discriminación y la prevención del racismo.
- Lineamiento 2: Promover la formación de ciudadanos y ciudadanas interculturales

Este lineamiento tiene tres puntos relacionados con la promoción de la ciudadanía intercultural, el intercambio, la valoración y apropiación social y sensibilización en los sistemas educativos formales e informales sobre la diversidad de manifestaciones culturales, y la promoción equitativa de los valores, cosmovisiones y perspectivas en los medios de comunicación. La ciudadanía intercultural es definida en el documento como «ciudadanos y ciudadanas que asumen la diversidad cultural en forma positiva, respetando y valorando todas las culturas, etnias y grupos culturales que conviven en un territorio, desarrollando diálogos horizontales y relaciones armoniosas».

### Eje IV: Inclusión social de los pueblos indígenas y la población afroperuana
- Lineamiento 1: Promover la atención de los Pueblos indígenas y la población Afroperuanas desde un enfoque intercultural.
- Lineamiento 2: Garantizar el ejercicio de los derechos colectivos de los pueblos indígenas mediante la consolidación del marco jurídico y el fortalecimiento de la institucionalidad en materia de interculturalidad

## Normativa relacionada
El 9 de agosto de 2019 se aprobaron a través del Decreto Supremo n.° 009-2019-MC los lineamientos para implementar el enfoque intercultural en la prevención, atención y protección frente a la violencia sexual contra niñas, niños, adolescentes y mujeres indígenas u originarias.